# Garci Jofre Tenorio
Garci Jofre Tenorio (m. Sevilla, 1367) fue un noble y marino castellano.

## Biografía
Fue hijo de Alonso Jofre Tenorio (1292-1340), almirante mayor de la mar y I señor de Moguer, y de su mujer Elvira Álvarez de Velasco. Participó en la batalla del Salado (1340), y dos años más tarde lo encontramos recibiendo una heredad en la localidad sevillana de Brenes, de manos de Juan Sánchez, arzobispo de Sevilla.
En 1359 formó parte del grupo de expertos marinos que participaron en una expedición al Reino de Valencia, durante la guerra de los Pedros que enfrentó a Pedro I de Castilla con Pedro IV de Aragón, en la que se destruyó la villa de Ifach (junto a Calpe). Más tarde aparece dedicado a la política, y en el año 1366 ostentaba los cargos de alcalde mayor y alguacil mayor de Sevilla. Fue uno de los caballeros que murió a manos del rey Pedro I de Castilla tras la batalla de Nájera (1367), considerando que eran sus enemigos.